# Vegard Høidalen
Vegard Høidalen (ur. 10 maja 1971 w Skien) – norweski siatkarz plażowy, brązowy medalista Mistrzostw Świata 2001, mistrz Europy z 1997, a także trzykrotny brązowy medalista Europy w parze z Jørre Kjemperudem. Dwukrotny uczestnik Igrzysk Olimpijskich w 2000 i w 2004 w turnieju piłki siatkowej.
W 2008 roku został zawieszony na okres 18 miesięcy z powodu naruszeń wymagań antydopingowych poprzez niepodanie informacji o miejscu pobytu.